# Scutellaria dumetorum
Scutellaria dumetorum es una especie de planta de la familia de las lamiáceas, nativa de Norteamérica.

## Descripción, distribución y hábitat
Scutellaria dumetorum es una hierba perenne. Los tallos son ramificados y erectos, de hasta 60 cm de alto. Las hojas son mayormente ovadas de margen crenado-dentado y ápice agudo, de hasta 4 cm de largo y 2.5 cm de ancho. Las flores solitarias son axilares, sin brácteas florales, pero el labio dorsal tiene un apéndice a modo de bráctea redondeada. El cáliz mide 3 a 5 mm de largo y es acrescente en la fructificación. La corola es azul a morada, tubular, de hasta 2.2 cm de largo, ensanchándose hacia el ápice. El fruto es un mericarpio subgloboso, liso o tuberculado.
Scutellaria dumetorum se distribuye de México a Costa Rica, preferentemente en sitios de alta humedad de clima templado o subalpino. Es un elemento ocasional en bosques nubosos,  mixtos y de coníferas.

## Taxonomía
Scutellaria dumetorum fue descrita en 1832 por Diederich von Schlechtendal en Linnaea 7: 400.

### Etimología
Scutellaria: nombre genérico que proviene del latín scutella "escudilla", en referencia a la forma de los sépalos durante la fructificación.
dumetorum: epíteto latino que significa "de los espinos".

### Sinonimia
- Scutellaria coerulea Moc. & Sessé ex Benth.
- Scutellaria distans Fernald[2]

## Usos
La planta no tiene usos tradicionales registrados. No obstante, en análisis fitoquímicos se han aislado ciertos diterpenoides que tienen potencial como antialimentarios y tripanocidas.